# كلية التمريض بجامعة ماركيت
كلية التمريض بجامعة ماركيت هي إحدى الكليات التأسيسية في جامعة ماركيت، وتقع في ميلووكي في ولاية ويسكونسن. وبرامجها ومناهجها الدراسية معتمدة من قبل لجنة تعليم التمريض الجامعي، ولجنة الاعتماد لتعليم التوليد بالكلية الأمريكية للممرضات القابلات، ورابطة الشمال الوسطى للكليات والمدارس الثانوية (NCACSS) ومجلس التمريض بولاية ويسكونسن.

## معلومات تاريخية
بدأ التمريض في ماركيت عام 1912، عندما حصلت الجامعة على مدرسة التدريب بمستشفى الثالوث للتمريض في ميلووكي بالإضافة إلى إقامة للممرضات. وعلى الرغم من أن الفصول بدأت بعد وقت قصير من عملية التملك، الا ان الكلية أصبحت مستقلة خاصة في عام 1936. وخرجت أكثر من 7,000 طالب في برنامج التمريض منذ بدايتها. و تقع الكلية في قاعة «إيموري تي كلارك» بجامعة ماركيت.

## البرامج والسمعة
تمنح كلية التمريض درجة البكالوريوس والماجستير والدكتوراه الإكلينيكية، وكذلك الدكتوراه في التمريض. وهناك أيضًا العديد من البرامج الثنائية ومتعددة التخصصات على المستويين الجامعي والدراسات العليا.
وفي عام 2012، وضعت صحيفة تقرير الأخبار الأمريكية والعالمية برنامج تخرج الكلية في المرتبة رقم 44 من بين أفضل برامج الدولة. واحتل برنامج التخرج في التوليد المرتبة رقم 19 على الصعيد الوطني.

## وصلات خارجية
- Marquette University College of Nursing

‌